# Magdalena Łazarkiewicz

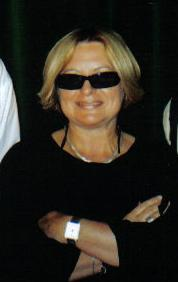
Magdalena Łazarkiewicz

Magdalena Łazarkiewicz (* 6. Juni 1954 in Warschau) ist eine polnische Filmregisseurin und Drehbuchautorin.
Magdalena Łazarkiewicz ist die Schwester der Regisseurin Agnieszka Holland. Vater Henryk Holland war ein sozialistischer Soziologe und Publizist. Ihr Ehemann Piotr Łazarkiewicz ist ebenfalls Regisseur. Sohn Antoni Łazarkiewicz ist Komponist. Magdalena Łazarkiewicz schloss 1976 an der Universität Breslau ein kulturwissenschaftliches Studium ab. Danach arbeitete sie als Theaterdramaturgin und studierte an der Schlesischen Universität Katowice in der Radio- und Fernsehabteilung.
1979 begann ihre Filmarbeit als Regieassistentin von Andrzej Wajda bei dessen Film Die Mädchen von Wilko. 1986 drehte sie ihren ersten Film als Regisseurin. Ihr bekanntester Film ist das Jugenddrama Das letzte Klingelzeichen aus dem Jahre 1989. Für ihren Film Die Abfahrt erhielt sie 1992 auf dem Polnischen Filmfestival Gdynia einen Sonderpreis der Jury.